# 中国石油天然气集团

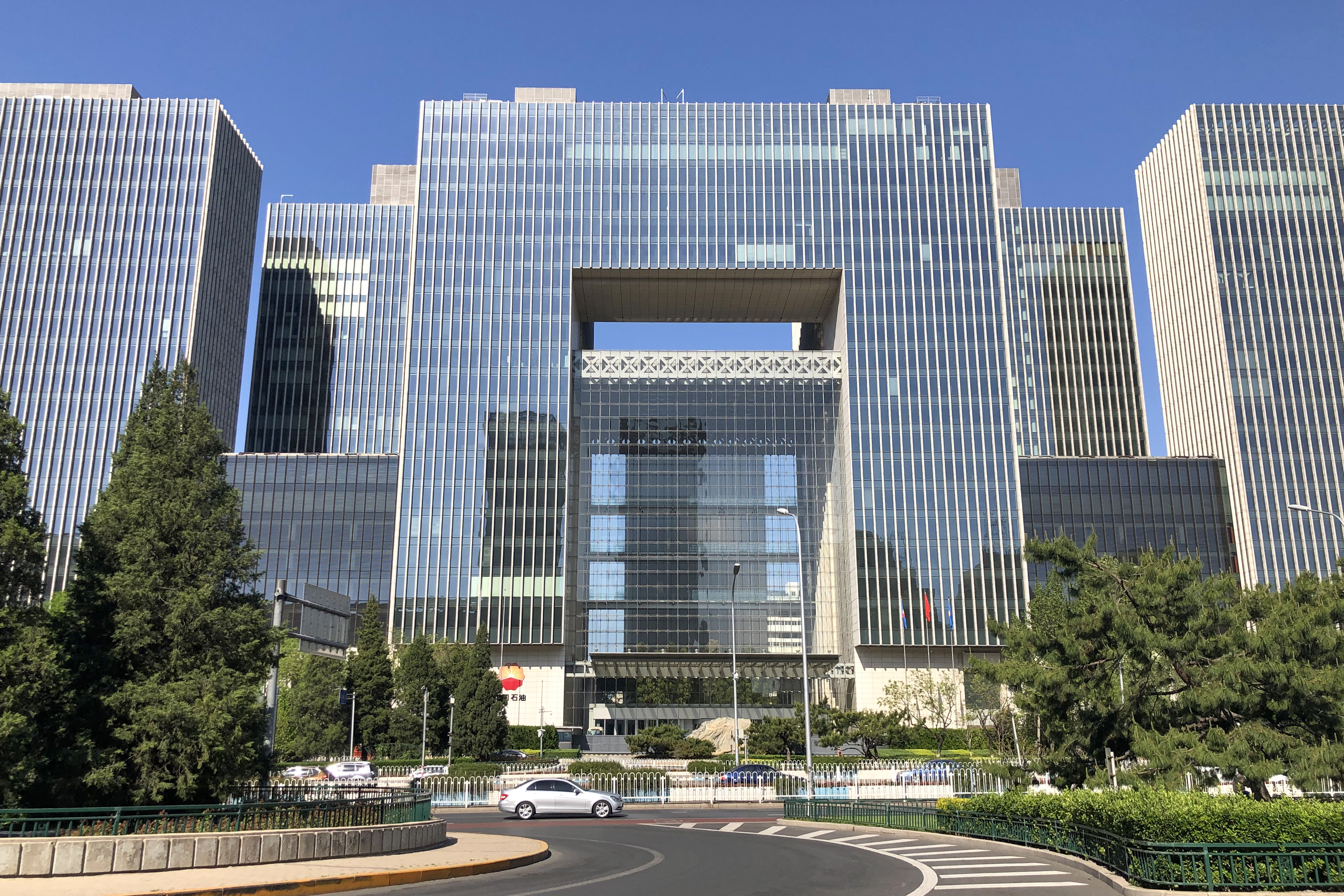
中国石油总部

中國石油天然氣集團有限公司（英語：China National Petroleum Corporation），簡稱中國石油集團或中石油，是中华人民共和国一家主要从事以油气业务、工程技术服务、石油工程建设、石油装备制造、金融服务、新能源开发等业务的特大型中央企业，總部位於中國北京市。
1998年7月27日，中國石油集團拆分自中华人民共和国石油工业部，并在中國石油天然氣總公司的基礎上組建。亦是中國大陆地区最大的原油與天然氣的生產及供應商，也是最大的煉油化工產品的生產及供應商之一。
中國石油集團是中國石油天然氣股份有限公司的控股公司，擁有86.51%的股份。中國石油天然氣股份有限公司於2000年4月在香港與紐約兩地上市。中國石油集團在中國东北、华北、西北、西南等地有13個大型或特大型油氣田、16個大型或特大型煉油化工廠，並在中東、北非、中亞、俄羅斯、南美等地區擁有油氣勘探、開發、生產項目。2012年，中石油在中國大陸生產原油11033万吨、加工原油11077.5萬噸、生產天然氣798.6亿立方米；在海外生產並獲取原油1642.3萬噸、天然氣25.9億立方米；全年銷售收入2.68万億元人民幣。2012年净利润1839億元人民币，是此年度亚洲盈利最高的公司。2012年，该公司在中国市场油气产量当量约占全国总产量的60%，成品油和天然气分别占国内市场份额的46.5%和70%左右。公司实施资源战略、市场战略和国际化战略，目标是到2015年基本建成综合性国际能源公司，2020年全面建成世界水平的综合性国际能源公司。

## 沿革
1955年7月30日，中华人民共和国石油工业部成立。
1955年10月31日，新疆准噶尔盆地西北缘黑油山地区1号探井喷出工业油流，发现克拉玛依油田。1958年9月13日，青海冷湖地区地中4井喷出工业油流，发现青海油田。1959年9月26日，黑龙江松辽盆地松基3井获工业油流，发现世界级的大油田-大庆油田。1962年9月23日，山东东营地区营2井喷出高产油流，发现胜利油田。
1970年6月22日，石油、煤炭、化工三部门合并，成立燃料化学工业部。1975年2月1日，撤销燃料化学工业部，成立石油化学工业部。
1978年3月8日，第五届全国人民代表大会第一次会议决定，撤销石油化学工业部，设立石油工业部。
1982年2月25日，成立中国海洋石油总公司。1983年7月20日，成立中国石油化工总公司。1988年9月17日，根据国务院机构改革方案，撤销石油工业部，成立中国石油天然气总公司。
1998年3月，第九届全国人民代表大会第一次会议审议批准的《国务院机构改革方案》决定对石油石化工业实施战略性改组，分别组建中国石油和中国石化两个特大型企业集团公司。1998年5月26日，中国石油天然气总公司、中国石油化工总公司在北京举行划转企业交接仪式。
1998年7月21日，国务院发函批复中国石油天然气集团公司组建方案，原中国石油天然气总公司直属的12个油气田企业，原中国石油化工总公司的14个炼化企业和5个销售公司、原属地方的12个省级石油公司及其下属加油站（黑龙江、吉林、辽宁、甘肃、陕西、新疆、四川、重庆、内蒙古、宁夏、青海、西藏、大连）、吉林石油集团有限责任公司、吉化集团公司划入。1998年7月27日，中国石油天然气集团公司和中国石油化工集团公司正式宣告成立。
2007年11月5日，中国石油天然气股份有限公司在上海證券交易所上市。2012年，该公司在世界最大50家石油公司综合排名上升至第4位，财富500强位居第6位。
2009年5月24日，中国石油天然气通過中國石油國際事業有限公司間接全資擁有的中國石油國際事業新加坡公司收購新加坡吉寶企业所持新加坡石油公司45.51%的全部股份。交易的現金對價為每股6.25新元，共計約14.7億新元，約合10.2億美元。將以相同價格向新加坡石油街外小股東提出全面收購，估計總收購作價高達170.9億元港元。新加坡石油公司是新加坡三大煉油企業之一，從事煉油和銷售以及石油天然氣勘探開採以及進行原油及成品油的碼頭輸送、分銷和交易等業務。新加坡石油公司擁有新加坡煉油公司50%的權益。
2011年2月11日，中国石油天然气股份以54亿加元向加拿大天然气公司EnCana购入当地峻岭油区50%权益。
2012年2月2日，完成收購荷蘭皇家蜆殼（Shell）於加拿大 Groundbirch頁岩氣項目 20%權益，市場估計作價逾10億美元（約78億港元）。殼牌將繼續持有項目80%權益。
2012年12月12日中石油將以16.3億美元（約126億港元），向必和必拓（BHP），收購西澳洲Browse液化天然氣（LNG）合資項目股權將，收購East Browse之8.33%股權，以及West Browse的20%股權。
2012年12月15日中石油與加拿大油企Encana達成協議，集團將以11.8億加元(約92.8億港元)購入Encana一個位於阿爾伯塔西部的Duvernay油氣項目49％股權，並承諾在未來4年投入10億加元作為項目的初期投資。
2013年3月14日中石油集團向Eni SpA收購一間附屬公司約28.57%股權，交易代價為42.1億美元（約328.38億港元），完成後集團將透過該公司間接持有非洲莫桑比克4區塊氣田項目約20%權益，Eni SpA仍持有50%，為項目最大單一股東，莫桑比克國家石油、南韓天然氣及葡萄牙高浦能源則各持10%。根據資料，莫桑比克氣田項目已探明天然氣儲量為2.12萬億立方米。
2018年8月29日中國石油天然氣集團旗下中國石油國際事業有限公司與巴西第五大成品油分销商TT Work 公司正式簽署交割文本及股東協議，完成30%股權接收。
2022年1月19日，中国石油天然气集团有限公司下属燃料油公司因累计倒卖进口原油1.795亿吨，被中国政府查处。
2022年8月12日，中国石油公告，公司已于2022年8月12日（美国东部时间）通知纽约证券交易所，公司将根据一九三四年美国证券交易法（经修订）等相关规定，申请自愿将其美国存托股份从纽交所退市。

## 机构设置
根据有关规定，中国石油集团设置（控股）下列机构（企业）：

### 经营决策机构
- 董事会战略发展委员会
- 董事会提名委员会
- 董事会薪酬与考核委员会
- 董事会审计与风险管理委员会

### 内设机构
- 办公室（董事会办公室）
- 政策研究室
- 规划计划部
- 财务部
- 资金部
- 人事部
- 生产经营管理部
- 资本运营部
- 法律事务部
- 质量安全环保部
- 科技管理部
- 信息管理部
- 物资装备部
- 国际部
- 党组纪检组、监察部
- 审计部
- 改革与企业管理部
- 矿区服务工作部
- 思想政治工作部
- 直属党委
- 维稳信访工作办公室
- 离退休职工管理局

### 集团成员（控股）企业
- 昆仑能源
- 中國石油天然氣股份有限公司
- 下属油气田
  - 辽河油田
  - 长庆油田
  - 塔里木油田
  - 新疆油田
  - 西南油气田
  - 吉林油田
  - 大港油田
  - 青海油田
  - 华北油田
  - 吐哈油田
  - 冀东油田
  - 玉门油田
  - 浙江油田
- 海外油气公司
  - 中油国际管道公司
  - 阿姆河公司
  - 俄罗斯公司
  - (伊拉克)鲁迈拉公司
  - (伊拉克)哈法亚公司
  - (伊拉克)西古尔纳公司
  - (哈萨克斯坦)阿克纠宾公司
  - 乍得公司
  - 尼日尔公司
  - 加拿大公司
- 炼油化工及新材料业务
  - 各石化、炼化、化工、销售公司
- 成品销售业务
  - 各省（直辖市、自治区）销售公司
  - 昆仑好客
- 油田技术服务业务
  - 西部钻探工程公司
  - 长城钻探工程公司
  - 渤海钻探工程公司
  - 川庆钻探工程公司
  - 大庆工程钻探公司
  - 东方地球物理勘探公司
  - 测井公司
  - 海洋工程公司
- 工程建设业务
  - 管道局工程公司
  - 工程建设公司
  - 寰球工程公司
  - 昆仑工程公司
  - 北京项目管理公司
- 装备制造业务
  - 技术开发公司
  - 宝鸡石油机械公司
  - 宝石管业公司
  - 济柴动力公司
  - 渤海石油装备制造公司
- 科研业务
  - 规划总院（数智研究院）
  - 经济技术研究院（集团国家高端智库研究中心）
  - 工程技术研究院公司
  - 安全环保研究院公司
  - 工程材料研究院公司
  - 昆仑数智科技公司
- 海外大区公司
  - 中东公司
  - 中亚公司
  - 非洲公司
  - 拉美公司
  - 亚太（香港）公司
  - 欧洲北美公司
- 相关业务
  - 管理干部学院（卓越院、党校）
  - 出版社
  - 报社
  - 共享运营公司
  - 昆仑物流公司
  - 中国华油集团
- 金融业务
  - 财务公司
  - 昆仑银行
  - 昆仑信托公司
  - 昆仑金融租赁公司
  - 专属财产保险公司
  - 养老资产管理公司
  - 昆仑保险经纪